# Dmitri Dashinski
Dmitri Dashinski (n. 9 noiembrie 1977, Minsk, RSS Bielorusă, URSS) este un sportiv ce a reprezentat Belarus, medaliat olimpic. A participat la 5 ediții ale Jocurilor Olimpice (1998, 2002, 2006, 2010, 2014) în care a câștigat o medalie de argint și o medalie de bronz.